# Adam Wędrychowski
Adam Wędrychowski (ur. 13 kwietnia 1913 w Szychranach, zm. 2 stycznia 2000 w Warszawie) − polski kierowca i pilot rajdowy, wielokrotny rajdowy mistrz i wicemistrz Polski, prawnik.

## Życiorys
Urodził się na Kresach Wschodnich 13 kwietnia 1913 roku w Szychranach (obecnie miejscowość Kanasz w Rosji). Z wykształcenia był prawnikiem. W latach 1955−1975 startował w rajdach w Polsce i Europie. Kilkukrotnie był mistrzem Polski (1957 w kategorii turystycznej normalnej, w klasie III, 1962 w klasie 3, 1965 w klasie 1) oraz wicemistrzem (1960 w klasie IV, 1963 w kategorii I, klasie do 850 cm3 jako pilot, kierowcą była Barbara Wojtowicz, 1964 w kategorii I, klasie 2). W latach 1962-1964 trzykrotnie wygrywał Rajd Warszawski. Był kilkukrotnym uczestnikiem Rajdu Monte Carlo (1965, 1972, 1975, 1977). W roku 1975 wystartował wraz z Aleksandrem Sobańskim w Rajdzie Monte Carlo w kategorii tzw. "Chevronnes" (czyli Weteranów), dla zawodników, którzy ukończyli pięćdziesiąt lat i co najmniej dwa razy startowali w Rajdzie Monte Carlo. Wędrychowski wygrał tę kategorię startując samochodem BMW 2002.
W roku 1960 dostał odznakę Mistrza Sportu. Był komandorem wielu rajdów, m.in. Rajdu Warszawskiego. Brał udział w rajdach samochodami: Simca Aronde, Fiat 500 Topolino, P-70, Warszawa, NSU Prinz, Renault Dauphine, Steyr Puch, Polski Fiat 125p, BMW 2002.